# Taça Brasil de Futsal de 2017
A Taça Brasil de Futsal de 2017 foi a quadragésima quarta edição da Taça Brasil de Futsal, considerada a principal copa da modalidade no país. Foi realizada entre os dias 12 e 18 de março na cidade de Francisco Beltrão , no sudoeste do Paraná . Contou com a presença de dez clubes das cinco regiões do Brasil.

## Equipes participantes
- A. A. Cultural Copagril
- Balsas Futsal
- Corinthians
- Krona Futsal
- Botafogo/Helênico
- Atlântico Erechim
- Goiás
- Marreco Futsal
- Minas
- ABC

## Primeira fase

### Grupo E1
|   | Time              | Pts | J | V | E | D | GP | GC | SG |
| - | ----------------- | --- | - | - | - | - | -- | -- | -- |
| 1 | Krona Futsal      | 12  | 4 | 4 | 0 | 0 | 10 | 3  | 7  |
| 2 | Atlântico Erechim | 7   | 4 | 3 | 0 | 1 | 22 | 8  | 14 |
| 3 | Marreco Futsal    | 6   | 4 | 2 | 1 | 1 | 14 | 16 | -2 |
| 4 | ABC               | 4   | 4 | 1 | 0 | 3 | 12 | 20 | -8 |
| 5 | Balsas            | 0   | 4 | 0 | 1 | 3 | 11 | 20 | -9 |

### Grupo E2
|   | Time            | Pts | J | V | E | D | GP | GC | SG  |
| - | --------------- | --- | - | - | - | - | -- | -- | --- |
| 1 | Corinthians     | 12  | 4 | 4 | 0 | 0 | 15 | 7  | 8   |
| 2 | Minas           | 9   | 4 | 2 | 1 | 1 | 23 | 7  | 16  |
| 3 | Copagril Futsal | 3   | 4 | 2 | 1 | 1 | 25 | 9  | 16  |
| 4 | Botafogo        | 3   | 4 | 1 | 0 | 3 | 8  | 15 | -7  |
| 5 | Goiás           | 3   | 4 | 0 | 0 | 4 | 6  | 39 | -33 |

| 12 de março de 2017 | Joinville | 3 – 1 | Atlântico Erechim |  |
|                     |           |       |                   |  |

| 12 de março de 2017 | Copagril Marechal | 2 - 3 | Minas Futsal |  |
|                     |                   |       |              |  |

| 12 de março de 2017 | Marreco Futsal | 7 – 2 | Balsas Futsal |  |
|                     |                |       |               |  |

| 12 de março de 2017 | Corinthians | 4 – 0 | Goiás |  |
|                     |             |       |       |  |

#### Segunda rodada
| 13 de março de 2017 | ABC | 6 – 2 | Balsas |  |
|                     |     |       |        |  |

| 13 de março de 2017 | Marreco | 3 – 4 | Atlântico |  |
|                     |         |       |           |  |

| 13 de março de 2017 | Copagril | 6 – 0 | Goiás |  |
|                     |          |       |       |  |

| 13 de março de 2017 | Corinthians | 7 – 2 | Botafogo Helênico |  |
|                     |             |       |                   |  |

#### Terceira rodada
| 14 de março de 2017 | Minas | 5 – 2 | Botafogo Helênico |  |
|                     |       |       |                   |  |

| 14 de março de 2017 | Copagril | 3 - 4 | Corinthians |  |
|                     |          |       |             |  |

| 14 de março de 2017 | Joinville | 3 – 2 | ABC |  |
|                     |           |       |     |  |

| 14 de março de 2017 | Atlântico | 6 – 2 | Balsas |  |
|                     |           |       |        |  |

#### Quarta rodada
| 15 de março de 2017 | Atlântico | 2 – 2 | ABC |  |
|                     |           |       |     |  |

| 15 de março de 2017 | Marreco | 0 – 1 | Joinville |  |
|                     |         |       |           |  |

| 15 de março de 2017 | Botafogo Helênico | 1 – 3 | Goiás |  |
|                     |                   |       |       |  |

| 15 de março de 2017 | Corinthians | 2 – 1 | Minas |  |
|                     |             |       |       |  |

#### Quinta rodada
| 16 de março de 2017 | Copagril | 3 – 4 | Botafogo Helênico |  |
|                     |          |       |                   |  |

| 16 de março de 2017 | Minas | 5 – 1 | Goiás |  |
|                     |       |       |       |  |

| 16 de março de 2017 | Joinville | 3 – 0 | Balsas |  |
|                     |           |       |        |  |

| 16 de março de 2017 | Marreco | 4 – 1 | ABC |  |
|                     |         |       |     |  |

## Fase eliminatória
|  | Semifinais   | Semifinais   | Semifinais |           |              | Final        | Final | Final |  |
|  |              |              |            |           |              |              |       |       |  |
|  | Minas        | Minas        | 1          |           |              |              |       |       |  |
|  | Minas        | Minas        | 1          |           |              |              |       |       |  |
|  | Krona Futsal | Krona Futsal | 2          |           |              |              |       |       |  |
|  | Krona Futsal | Krona Futsal | 2          |           | Krona Futsal | Krona Futsal | 3     |       |  |
|  |              |              |            |           | Krona Futsal | Krona Futsal | 3     |       |  |
|  |              |              | Atlântico  | Atlântico | 0            |              |       |       |  |
|  | Corinthians  | Corinthians  | Atlântico  | Atlântico | 0            | 3            |       |       |  |
|  | Corinthians  | Corinthians  |            |           |              |              |       |       |  |
|  | Atlântico    | Atlântico    | 4 (pro).   |           |              |              |       |       |  |

## Final
| 18 de março | Atlântico | 0 – 3 | Krona Futsal | Ginásio de Esportes Arrudão, Francisco Beltrão, PR |
|             |           |       |              |                                                    |

## Premiação

### Campeão
| Campeão da Taça Brasil de 2017 |
| Santa Catarina                 |
| ------------------------------ |
| Joinville (2º título)          |

### Fair Play
| Troféu Fair Play |
| ---------------- |
| Horizonte        |